# オーベルンドルフ・アム・レヒ
オーベルンドルフ・アム・レヒ（ドイツ語: Oberndorf am Lech、公式の表記はOberndorf a.Lech）はドイツ連邦共和国バイエルン州シュヴァーベン行政管区のドナウ＝リース郡に属す町村（以下、本項では便宜上「町」と記述する）である。

## 地理
オーベルンドルフ・アム・レヒはアウクスブルク地方、レヒ川がドナウ川に注ぐ河口から少し上流に位置している。

### 自治体の構成
この町は、公式には5つの地区 (Ort) からなる。このうち小集落や孤立農場などを除く集落を以下に列記する。
- エッゲルシュテッテン
- フライン
- オーベルドルフ・アム・レヒ

## 歴史

### 中世盛期
オーベルンドルフは1093年の寄進証明書に初めて記録されている。これには立会人としてハインリヒ・フォン・オーベルンドルフという人物が記載されている。この頃すでに城砦または城館があったかどうかは明らかではない。この村は、この貴族一門の本拠地であった。1127年には、マルヒヴァルト・フォン・オーベンドルフという名の人物が記録されているが、この人物は司教のミニステリアーレであった。オーベルンスドルフ家は1150年にアウクスブルク司教の馬寮長となり、1386年からは司厨長をも占めた。やがて、この一門はドンナースベルク家、キューレンタール家、レヒベルク家に分裂したと推定されている。オーベルンスドルフは15世紀まで、この一門の所領であったが、1533年にヴォルフ・フォン・ドンナースベルクはオーベルンスドルフとそれに付随する一式とともにフッガー家に売却した。オーベルンスドルフはフッガー＝グレット伯の上級代官所管区になった。

### フッガー家
1533年にアントン・フッガーがオーベルンドルフの城館を購入したことにより、周辺の村々は度重なる交渉や争いを繰り返すこととなった。フッガー家は1537年にエゲルシュテッテンの教会に対する保護権と介入権を獲得し、オーベルンドルフにおけるそれらについても1539年に手に入れた。1576年には、オーベルンドルフ家とライン市との間で協定が締結された。これは両者の境界を定めたものであった。オーベルンドルフには裁判所が置かれた。フェルディナント選帝侯のフッガー宛の手紙に記されている裁判所がこれであるかどうかは判明していない。

### バイエルン領
1806年のライン同盟により、この村はバイエルン領となった。フッガー家は1806年に自ら服従の意を示した。バイエルンの行政改革に伴う1818年の市町村令により、オーベルンドルフ・アム・レヒ、エゲルシュテッテン、フラインからなる現在の自治体オーベルンドルフ・アム・レヒが成立した。

### 人口推移
- 1970年 1,850人
- 1987年 1,907人
- 2000年 2,312人
- 2006年 2,383人

## 行政
町長はフランツ・モルである。彼は2020年に町長に就任した。

### 紋章
銀地に、三重の青い胸壁型の横帯。その上に紋章化された金のユリ。

### 姉妹都市
コステルマーノ（イタリア、ヴェネト州）

## 経済と社会資本

### 教育
- 国民学校 1校

## 引用
1. ↑  https://www.statistikdaten.bayern.de/genesis/online?operation=result&code=12411-003r&leerzeilen=false&language=de Genesis-Online-Datenbank des Bayerischen Landesamtes für Statistik Tabelle 12411-003r Fortschreibung des Bevölkerungsstandes: Gemeinden, Stichtag (Einwohnerzahlen auf Grundlage des Zensus 2011)
2. ↑  Bayerische Landesbibliothek Online